# Acizzia bona
Acizzia bona är en insektsart som beskrevs av Loginova 1967. Acizzia bona ingår i släktet Acizzia och familjen rundbladloppor. Inga underarter finns listade i Catalogue of Life.